# Müllersberg (Fränkische Schweiz)
Der Müllersberg ist ein Berg in der Fränkischen Schweiz im Landkreis Forchheim im Regierungsbezirk Oberfranken. Sein Gipfel befindet sich südlich von Unterleinleiter. Im Osten des Berges verläuft die Staatsstraße St2187 im Tal der Leinleiter. Nachbarberge sind im Nordosten der Schnepfenstein (456 m), im Osten der Götzenbühl (475 m) der Leiterer Berg (469 m) und der Hummerberg (464 m). Im Südosten befindet sich der „Oberer Berg“ (503 m). Im Westen liegt der Borschl. Der Müllersberg besteht aus fossilführenden Kalkgesteinen der Frankenalb-Formation der Weißjura-Gruppe des Oberjuras über denen sich Rendzinaböden abgelagert haben. Er ist zum größten Teil bewaldet.